# BoogelWoogel
BoogelWoogel is een jaarlijks festival in de Russische stad Sotsji. Het festival wordt gehouden in de bergen van het Rosa Choetor-resort, aan het einde van het skiseizoen. Tijdens het festival dalen de deelnemers in zwemkleding af van de skipistes.

## Geschiedenis
Het BoogelWoogel-festival wordt sinds 2016 gehouden. In 2019 waren er meer dan 25.000 toeschouwers. In 2020 werd het festival geannuleerd vanwege de coronapandemie. In 2021 waren er ongeveer 30.000 toeschouwers en 738 deelnemers in zwemkleding.

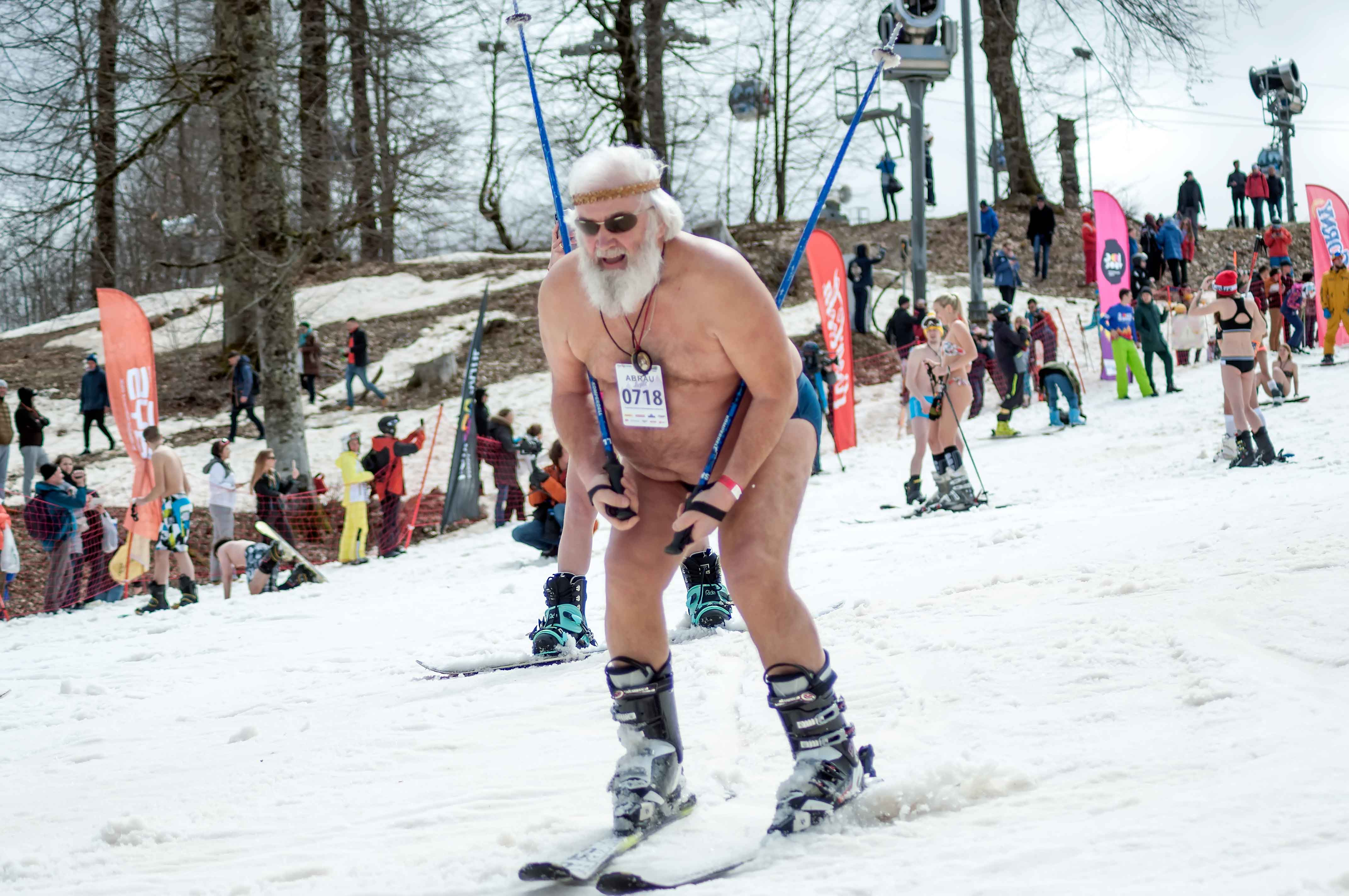
Oudere man in een zwembroek (2018)
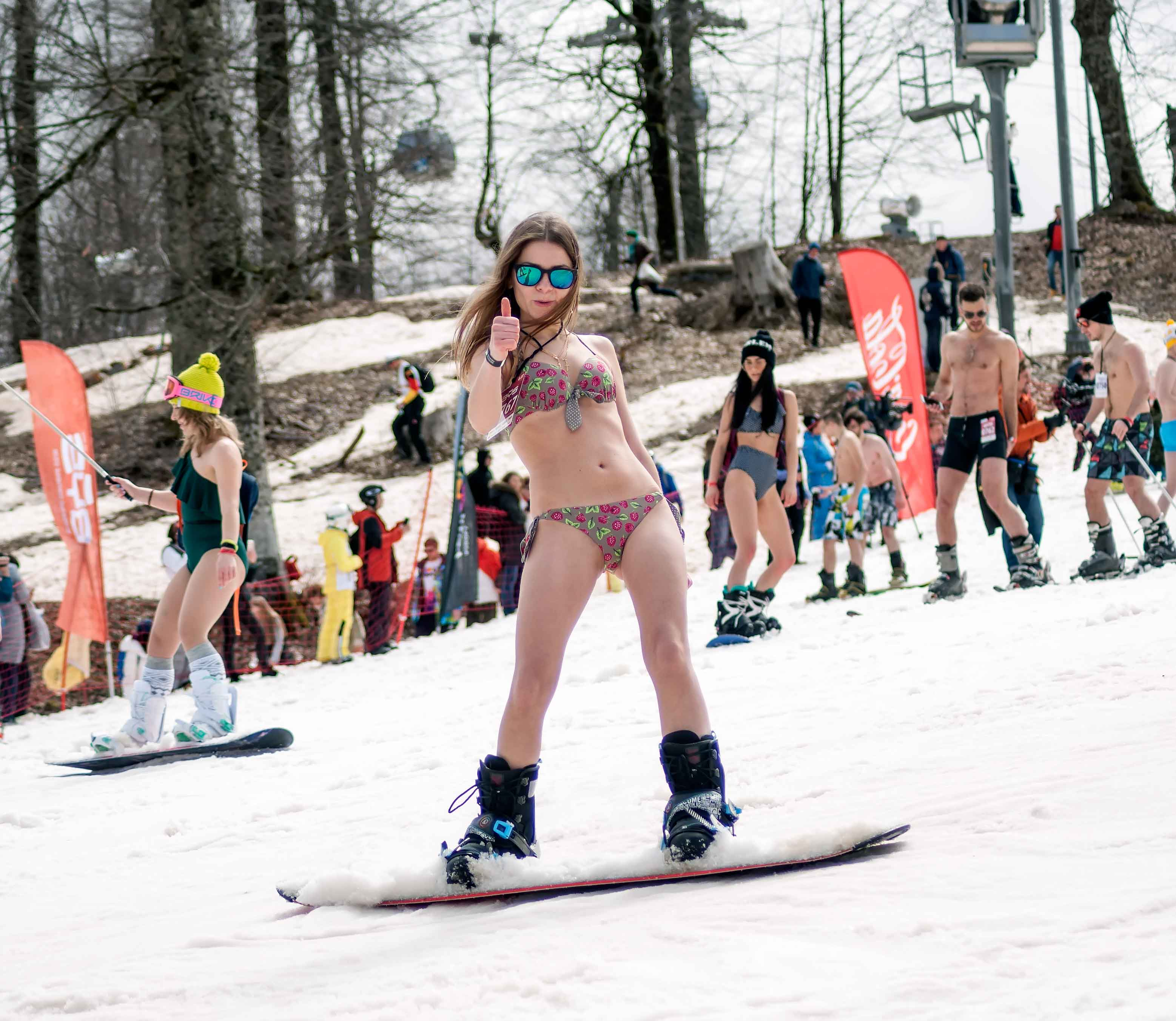
Vrouw in een bikini (2018)
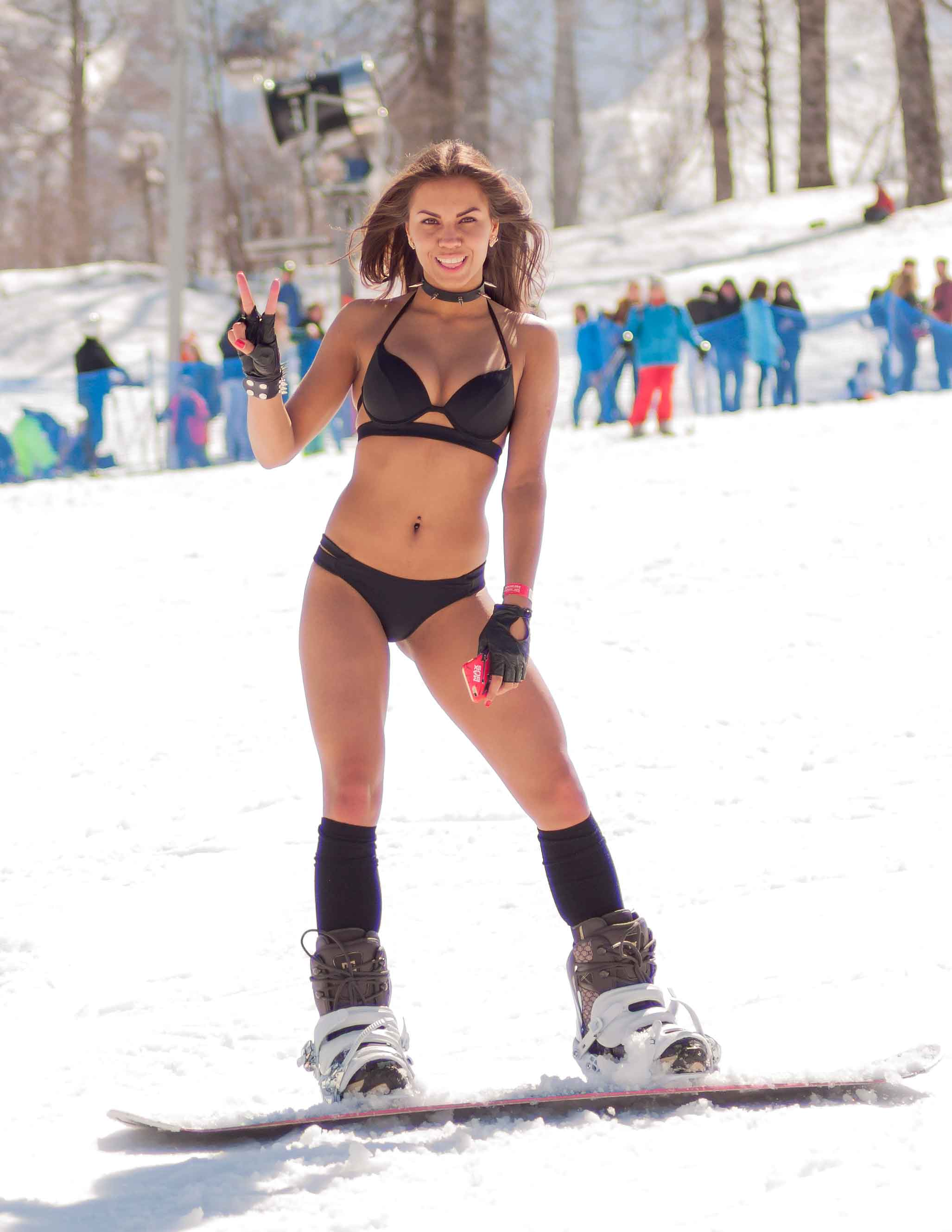
Vrouw in een bikini (2018)